# Тимени
Тиме́ни (рос. Тимены) — присілок в Кезькому районі Удмуртії, Росія.
Населення — 183 особи (2010; 192 в 2002).
Національний склад станом на 2002 рік:
- росіяни — 99 %

Урбаноніми:
- вулиці — Лісова, Молодіжна, Нова, Радянська